# NGC 764
NGC 764 é uma estrela dupla na direção da constelação de Cetus. O objeto foi descoberto pelo astrônomo Ormond Stone em 1886, usando um telescópio refrator com abertura de 26 polegadas. 